# Parc du Thabor
El parc du Thabor o Thabor, situado en Rennes cerca del centro de la ciudad, es un parque público diseñado sobre más de diez hectáreas con la particularidad de combinar un Jardín a la francesa, un jardín a la inglesa, una Orangerie y un importante Jardín botánico. Su nombre hace referencia a una montaña que domina el lago de Tiberiades en Israel, el monte Tabor.
Desde su origen privado, jardín hortícola de los monjes de Saint-Melaine, Abadía durante mucho tiempo extramuros de la ciudad, el parque se volvió, por evolución y ampliaciones sucesivas, en uno de los lugares emblemáticos de la ciudad y muy apreciado por sus habitantes. Simple lugar de paseo público antes de la Revolución, enriquecido con el jardín botánico a continuación, el parque incrementa su valor añadido entre 1866 y 1868 por las contribuciones de Denis Bühler por adaptación de distintos puntos en boulingrin, « enfer», Jardín a la francesa, jardín a la inglesa. A inicios del siglo XX, la parte sur del parque, denominada « les Catherinettes», fue acondicionada en extensión del jardín inglés.
El "parc du Thabor" está clasificado como Jardin de prestige de type 1 por la ville de Rennes, se beneficia de un esmerado mantenimiento para satisfacer los criterios de un jardín muy enfocado en la decoración floral elaborada y variada en las plantas utilizadas según las temporadas y así lo esperan tanto por parte de los asiduos como de los turistas.

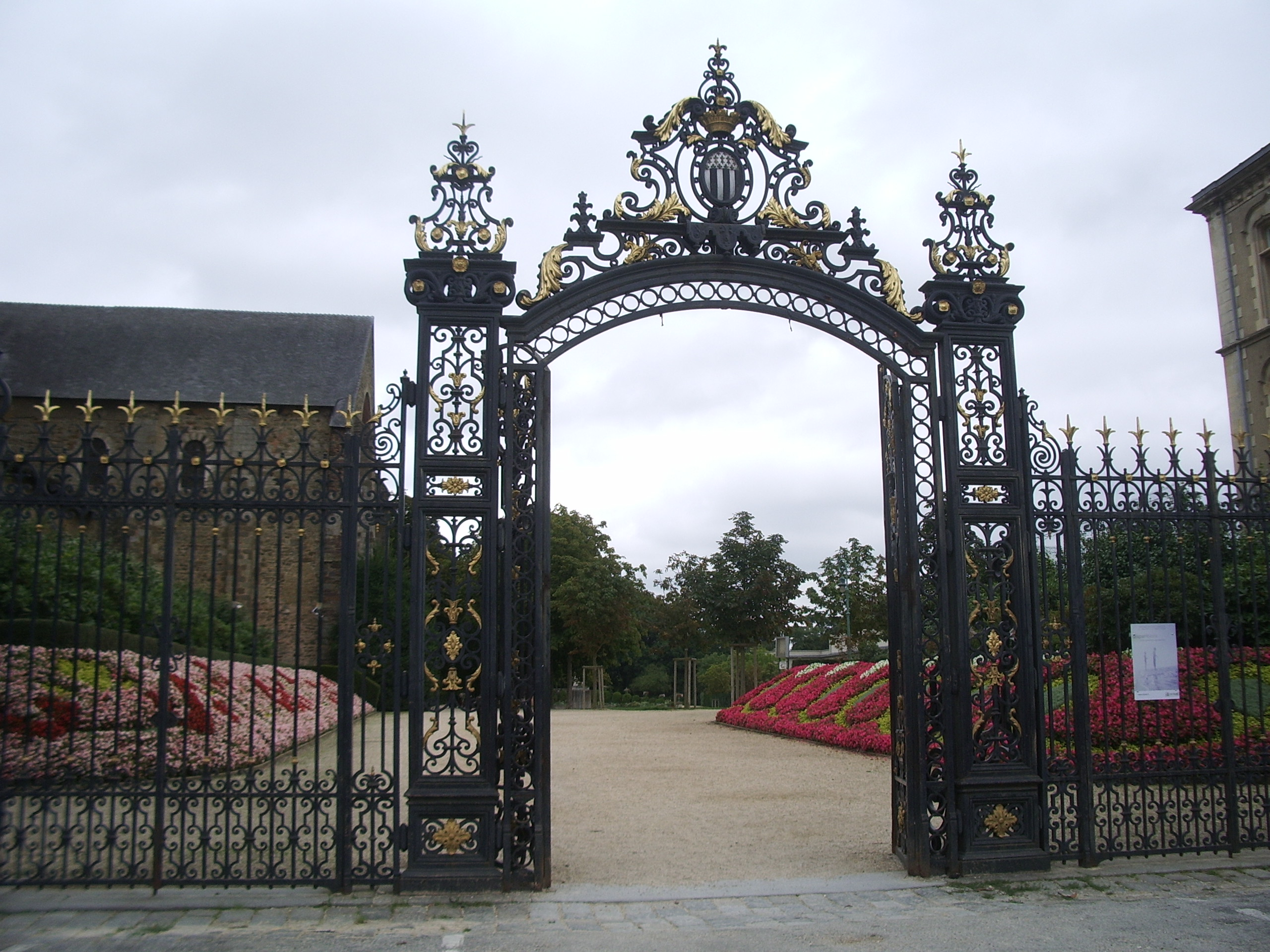
Verja de entrada principal al Parc du Thabor.

## Localización

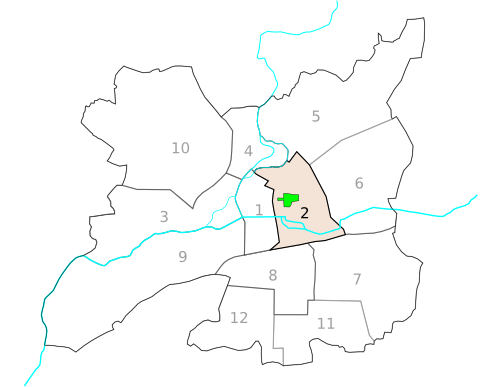
Emplazamiento del barrio Thabor-Saint Hélier (en rosa) y del "parc du Thabor" (en verde).

El parque del Thabor se sitúa al centro de Rennes, en el barrio Thabor-Saint Hélier. Está encuadrado por la "rue Martenot" y la "rue de Paris" al sur, el bulevar de la "Duchesse Anne" al Este y la calle de Palestina al Norte. El oeste del parque se estrecha claramente entre Notre-Dame en Saint-Melaine al norte y liceo de enseñanzas medias y colegio Anne de Bretaña al Sur; se puede acceder por la plaza de Saint-Melaine, entrada lo más cerca posible del centro de la ciudad.
El acceso al parque se hace por seis entradas abiertas sobre las distintas calles mencionadas anteriormente. Se sirve por el bus de los Transportes y comunicaciones en Rennes número 3, arrêt Thabor; la estación de metro lo más cerca posible es Santa-Anne. El parque está abierto todo el año.
Parc du Thabor Quartier Thabor - Saint Hélier, F-35031 Rennes, département du Ille-et-Vilaine, Bretagne, France-Francia.
Planos y vistas satelitales, 48°06′50.77″N 1°40′17.88″O / 48.1141028, -1.6716333
Está abierto todos los días del año y es visitable libremente.

## Historia

### Los orígenes del parque
En su origen, el parque sólo era una colina culminante a 56 metros de altitud, es decir dominaba una gran parte de Rennes, cuya altitud varía entre 20 y 74 m s. n. m. Las primeras menciones del Thabor datarían de 1610 según Paul Banéat, conservador del museo arqueológico al principio del siglo XX. Fueron los monjes benedictinos los que nombraron el cerro, en referencia al monte Thabor de la Biblia. Además, Rennes sólo se extendía poco más allá de la Abadía Saint-Melaine al este antes de la Revolución.
Los terrenos de Thabor fueron durante mucho tiempo una dependencia de Abadía Saint-Melaine, dónde se utilizaban principalmente como huerta. En el siglo XVII, los monjes benedictinos abrieron sus jardines, pero se reservaban solamente a los hombres. Se accedía al Thabor por un paso que comunicaba entre el claustro interior de la Abadía y su huerta, luego por una puerta de carruajes. A raíz del gran incendio de Rennes de 1720, el Thabor se volvió la sede del Prior. Se construyó allí el palacio del Prior y una parte de los jardines se volvieron los del Prior.

Algunas esculturas en el "Parc du Thabor".

Esculturas
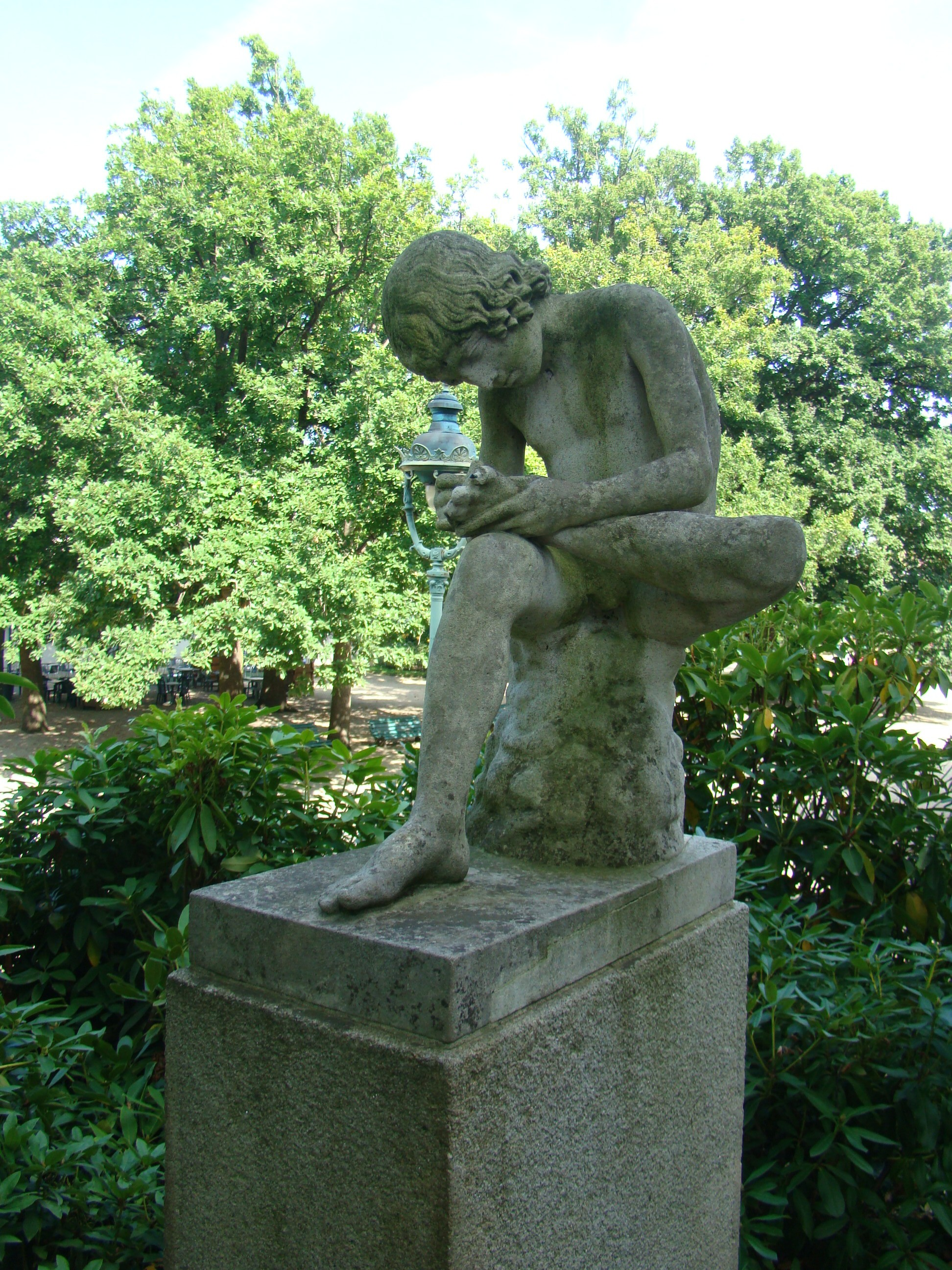
"Le Tireur d’épine" (sacándose una espina).
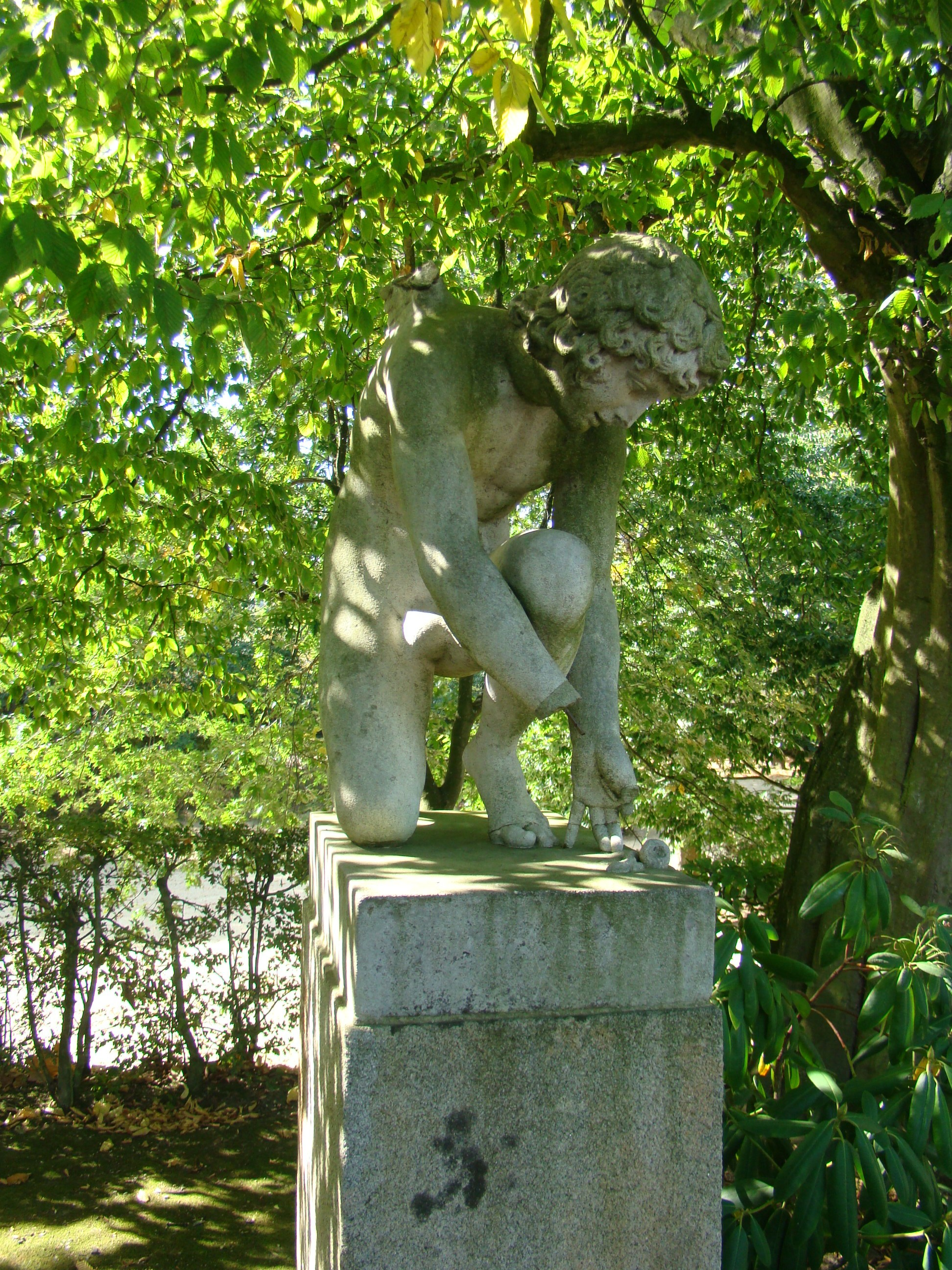
"L’Amour prenant un papillon posé sur une rose" (cogiendo una mariposa sobre una rosa).
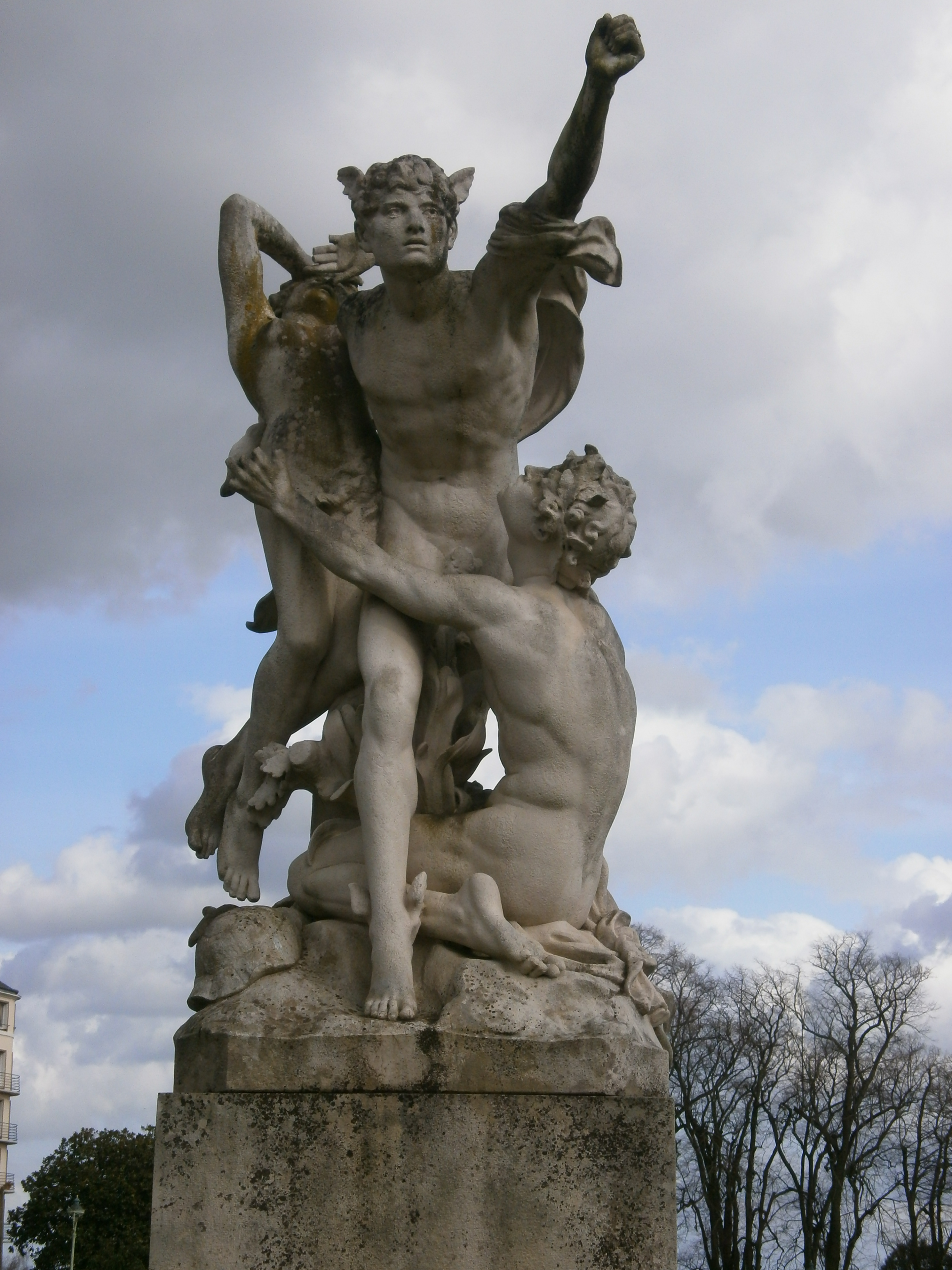
Estatua de Euridice.
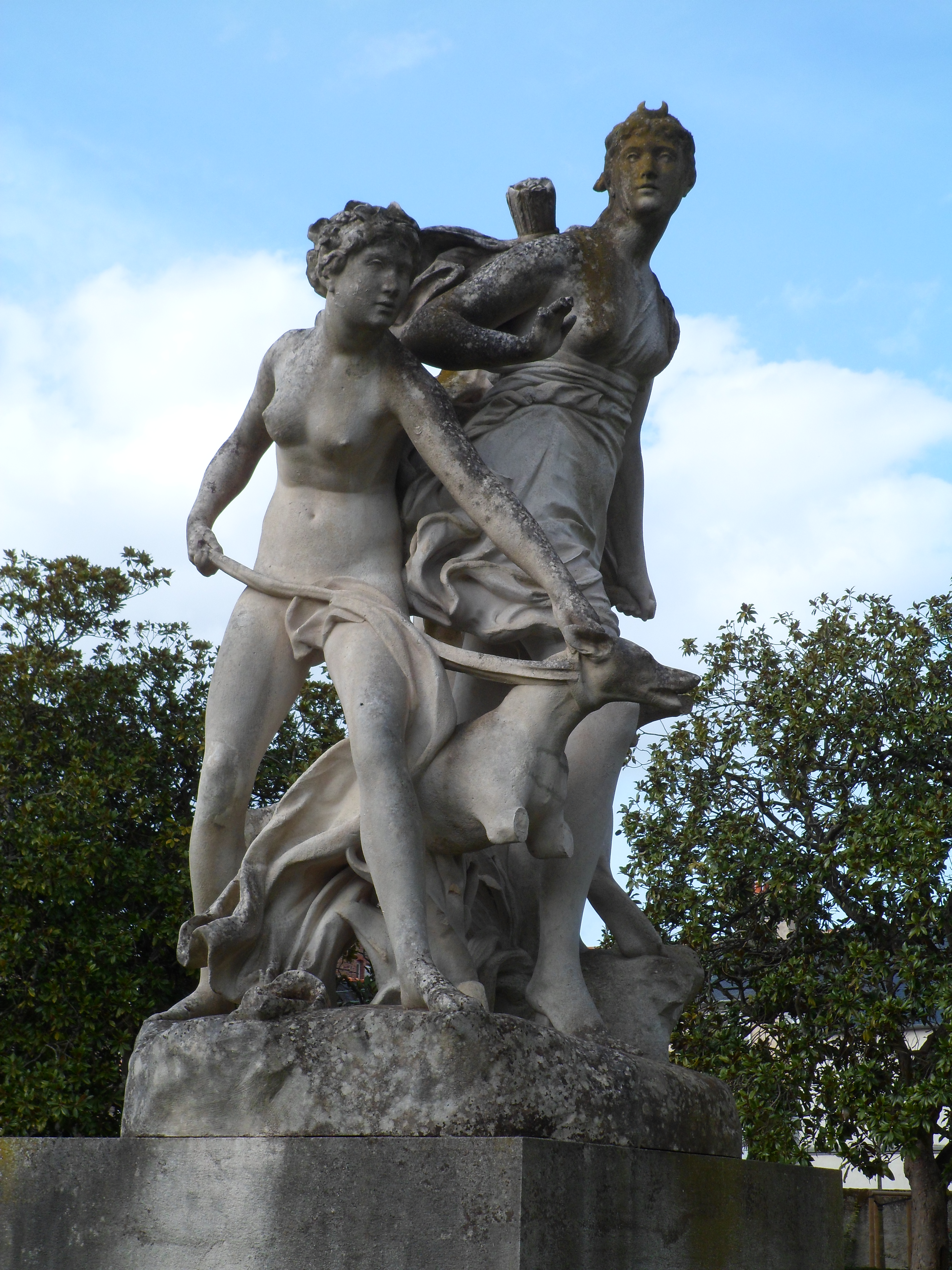
"La Chasse de Diane" (La caza de Diana).
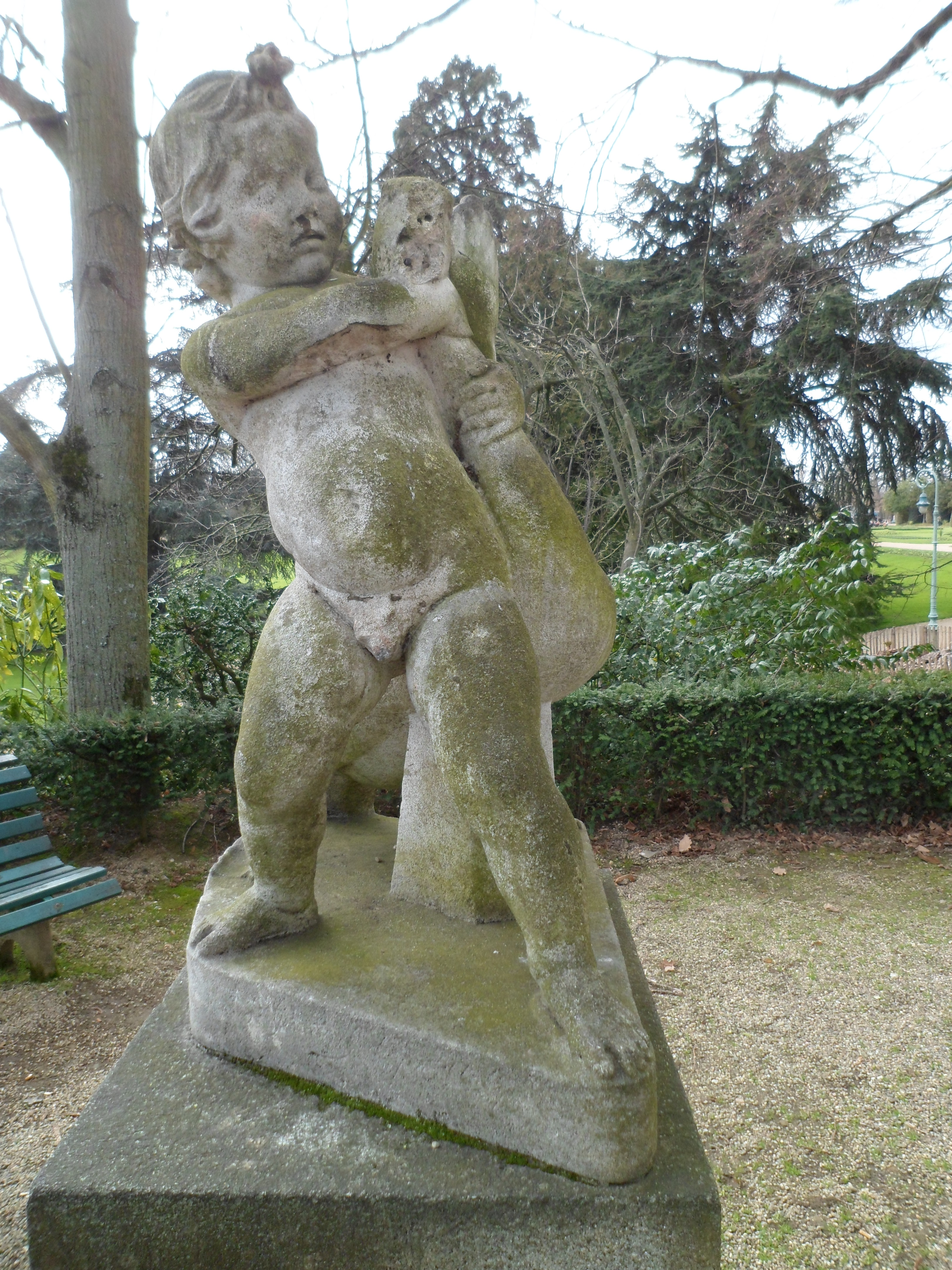
"Enfant à l'oie" (niño con la oca)
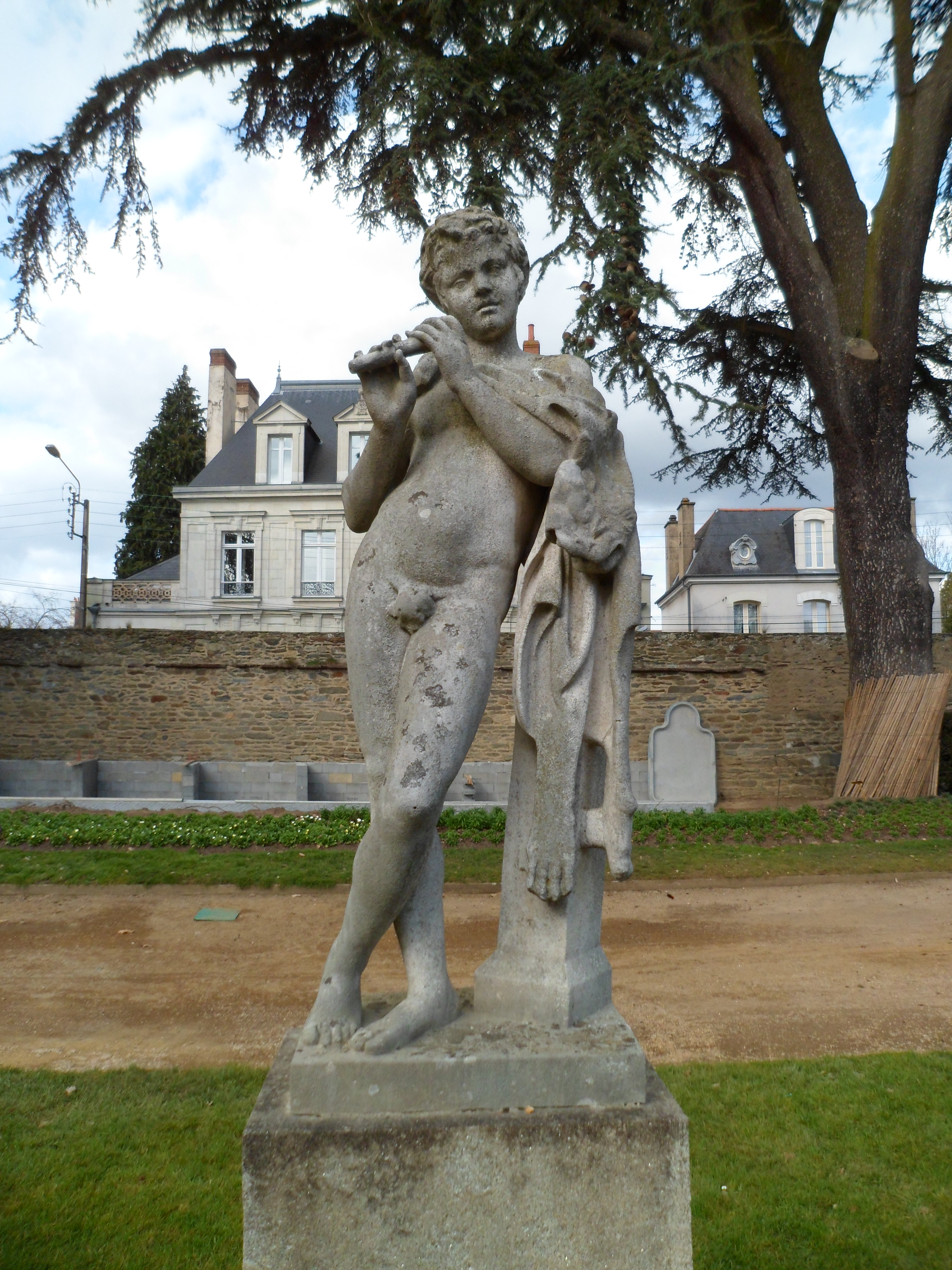
"Faune à la flûte" (Fauno con flauta)

#### Laorangeriey losinvernaderos

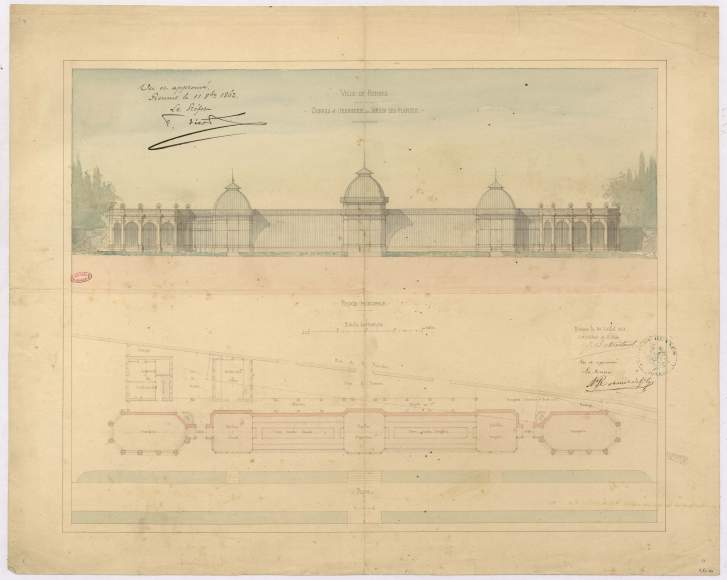
Planos de los invernaderos concebidos por Jean-Baptiste Martenot.

En 1807, fueron construidos la orangerie y dos invernaderos, pero estos fueron reemplazados casi sesenta años después (1862 y 1863) por los invernaderos diseñados por Martenot.
Dos proyectos más caros propuestos por Leroy 1844 y Aristide Tourneux en 1851 fueron rechazados sucesivamente por la ciudad. Los invernaderos de cristal y acero Martenot se basan en gran medida en los invernaderos del Jardín Botánico de Burdeos.
Presentan tres pabellones inclinados llamados 'palmerium' rematados con un balcón y bóveda coronado con una linterna están conectados por pequeños invernaderos galerías, 'palegonium'.
El 17 de julio de 1944, los invernaderos Martenot se ven afectados por los bombardeos: fueron construidos después de la guerra por Georges Lefort nuevos edificios más clásicos que integran el invernadero.
Los invernaderos contienen plantas tropicales que ahora han desaparecido casi por completo debido a problemas de presupuesto (hay que calentar el local a 25   °C) y fisiosanitarios: sólo queda ahora una colección de cactus en el Pabellón oeste.
La "orangerie" se compone de dos edificios que encuadran los invernaderos de marco al este y al oeste. La "orangerie", con ventanas en todos los lados excepto el norte, está decorado con bajorrelieves e inscripciones conmemorativas de los grandes nombres de la botánica y horticultura: El frontón está adornado con nombres de botánicos; Linné y De Jussieu están representados en el oeste por La Quintinie y Le Nôtre por el este.

Vista sobre la orangerie y los invernaderos.

### El jardín botánico y la rosaleda

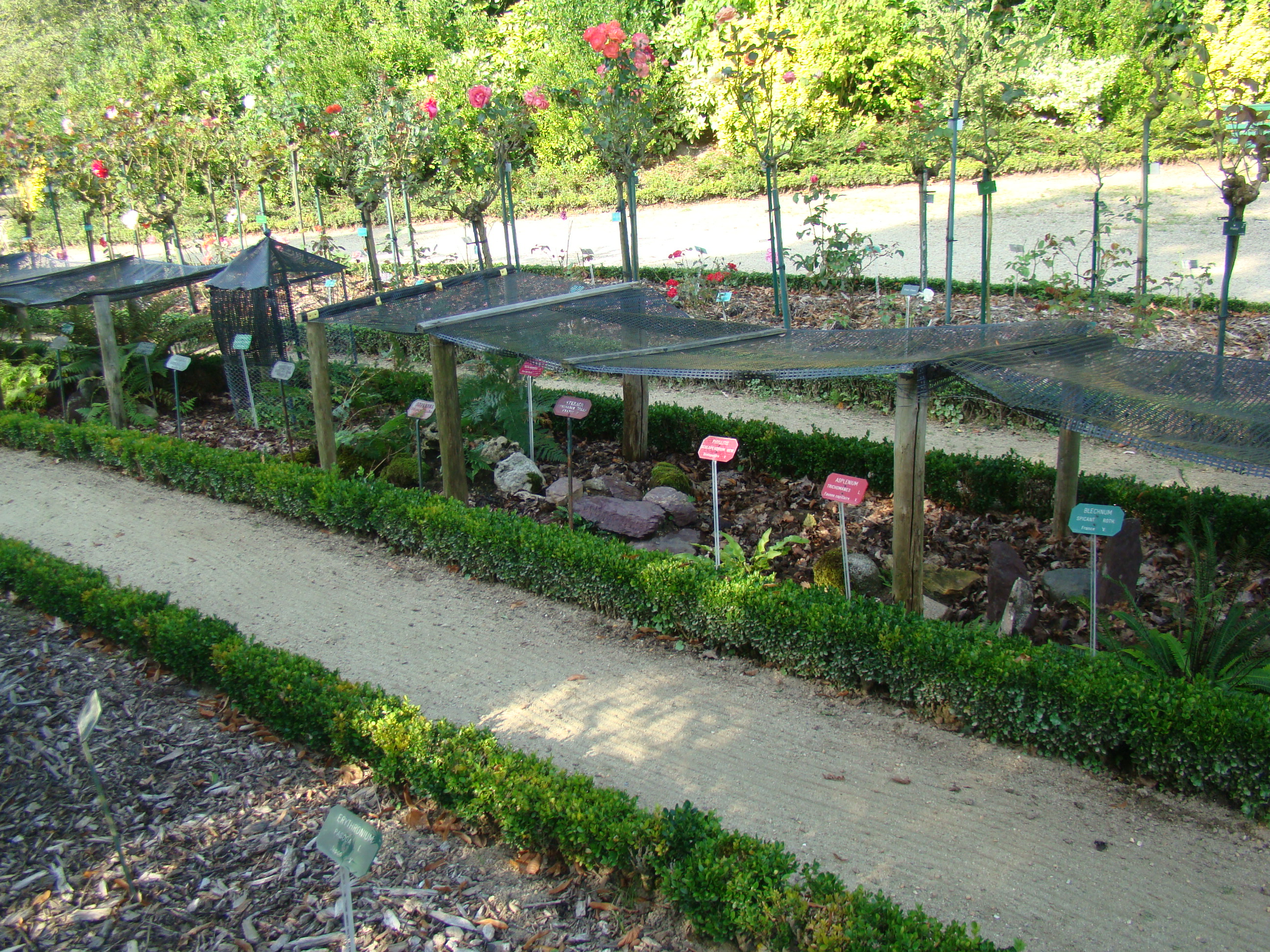
Una alameda del jardín botánico.

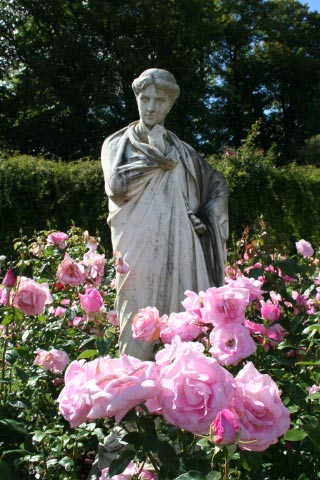
La Pensée rodeada de roses de Rennes.

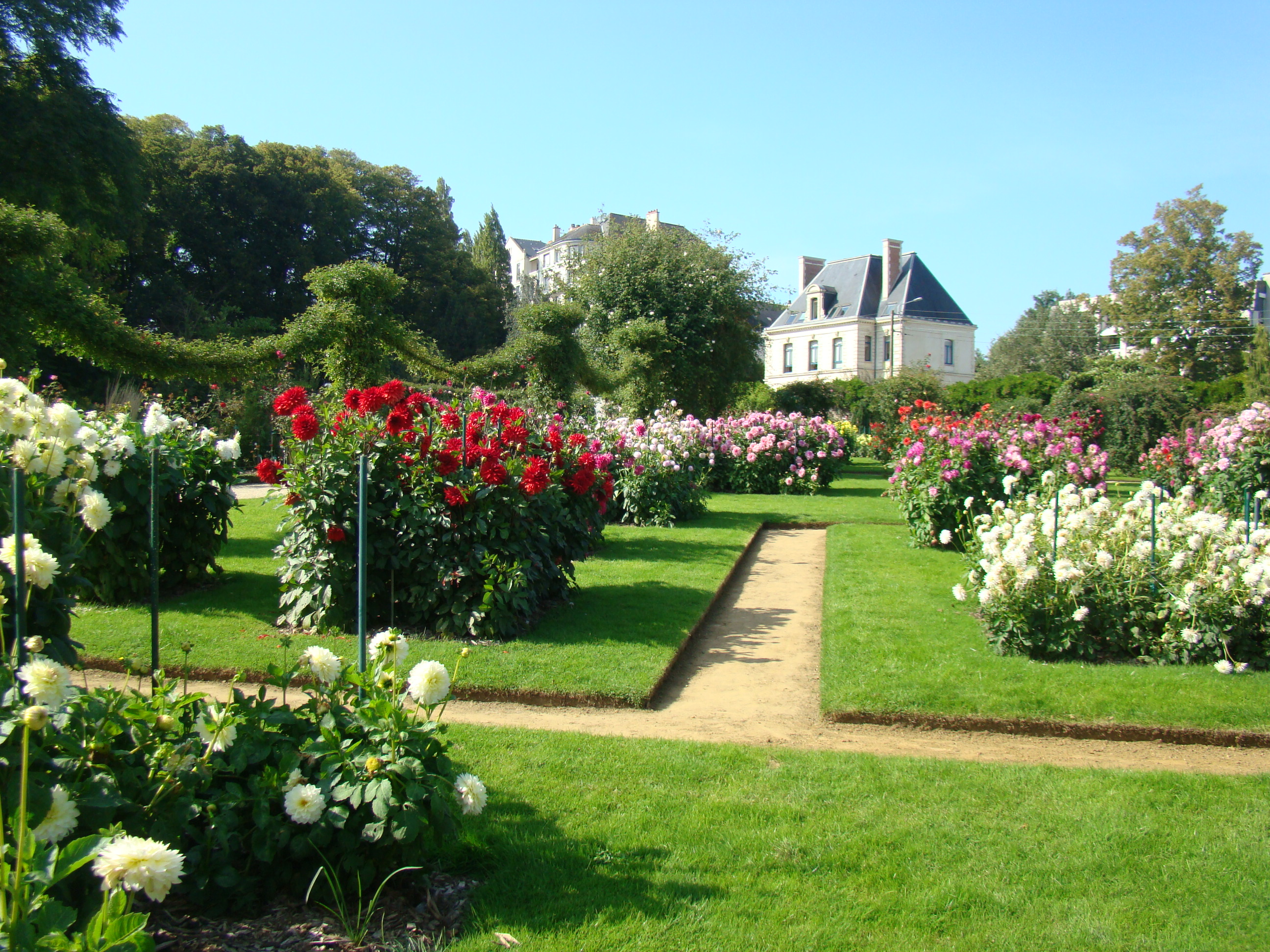
La exposición de las dalias en flor a finales del verano.

En la adaptación del parque por Denis Bühler, el jardín botánico que se encontraba al oeste de Orangerie se desplaza al este del parque. El diseño del jardín botánico es alargado, porque la comisión de gobierno y los boticarios de Rennes estaban poc motivados en su instauración. Además, el conservador profesor del jardín de las plantas y Denis Bühler estaban en desacuerdo sobre la representación de clasificación botánica en el jardín de las plantas: es finalmente el alcalde Robinot de Saint-Cyr quién decidió en favor de la representación circular que proponía el conservador.
El jardín botánico se organiza de manera circular en once arriates donde se disponen más de 3000 especies. Su organización obedece a clasificación de Candolle, como el parc de la Tête d'Or: estos dos parques siguen siendo los únicos testimonios de este tipo de presentación botánica. Con el fin de comprender a esta organización, el visitante debería recorrer el jardín botánico partiendo de las "acotiledóneas" (setas, musgos y helechos), luego remontando hacia el centro del círculo volviendo en el sentido de las agujas del reloj, hasta las angiospermas. Así pues, las plantas se vuelven cada vez más imponentes, y se pasa a las hierbas y a los arbustos.
Cada planta se identifica con un pequeño cartel recordando su clasificación científica. Un código de colores identifica las plantas en función de su propiedad principal: rojo para las plantas medicinales, plantas de alimentos con el blanco, amarillo para las plantas de uso  industrial, negro para las plantas venenosas y verde para el resto de las plantas·.
El jardín botánico por intermediación de su antiguo responsable Louis Diard participó en la creación de la 'flora Atlas Ille-et-Vilaine' en colaboración con el Museo Nacional de Historia Natural de Francia y el Conservatorio Botánico de Brest. Este inventario, que enumera casi 1500 especies de plantas, a été officiellement lancé en 1985.
De 1998 a 2005, el jardín botánico se encuentra incluido en la "Charte des Jardins botaniques de France et des pays francophones".
El jardín botánico alberga unas 3120 especies diferentes e intercambia semillas con otros parques·. Ciento ochenta y cinco jardines botánicos en treinta y cinco países reciben semillas del parc du Thabor: en 2007, alrededor de 1800 semillas fueron enviadas y el parque ha recibido su parte con 92 catálogos diferentes y más de medio millar de muestras de semillas. Estos intercambios son una práctica antigua y la ciudad publica un catálogo de semillass durante más de un siglo. Las semillas cosechadas se utilizan también para las plantaciones de otros parques de Rennes.
También para entrar en el corazón del antiguo jardín de rosas. En la parte noreste del jardín botánico, hay una exposición de dalias.
Algunas de las variedades de dalias en el "Parc du Thabor".

Dalias
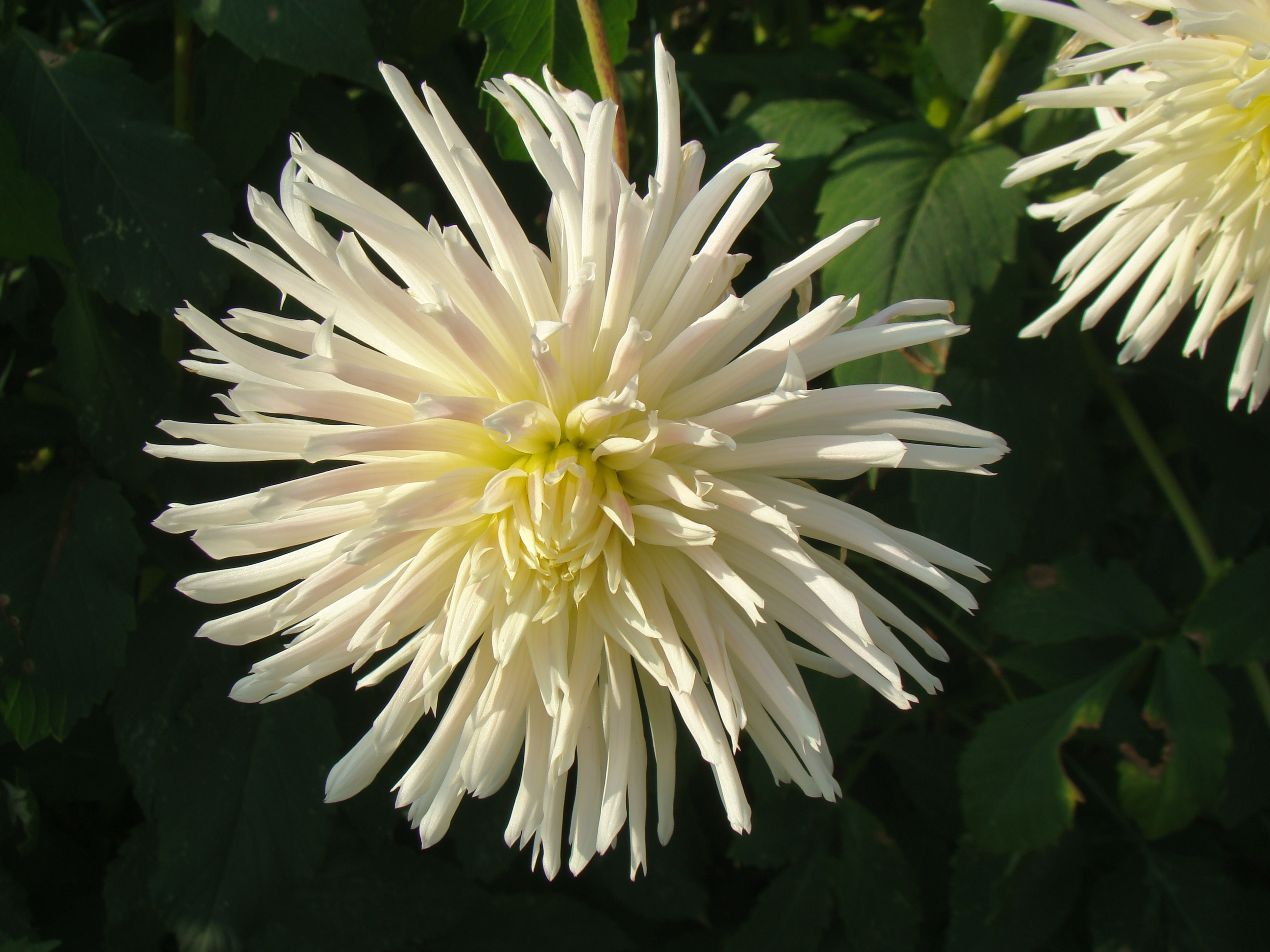
Dahlia 'Avalange'.
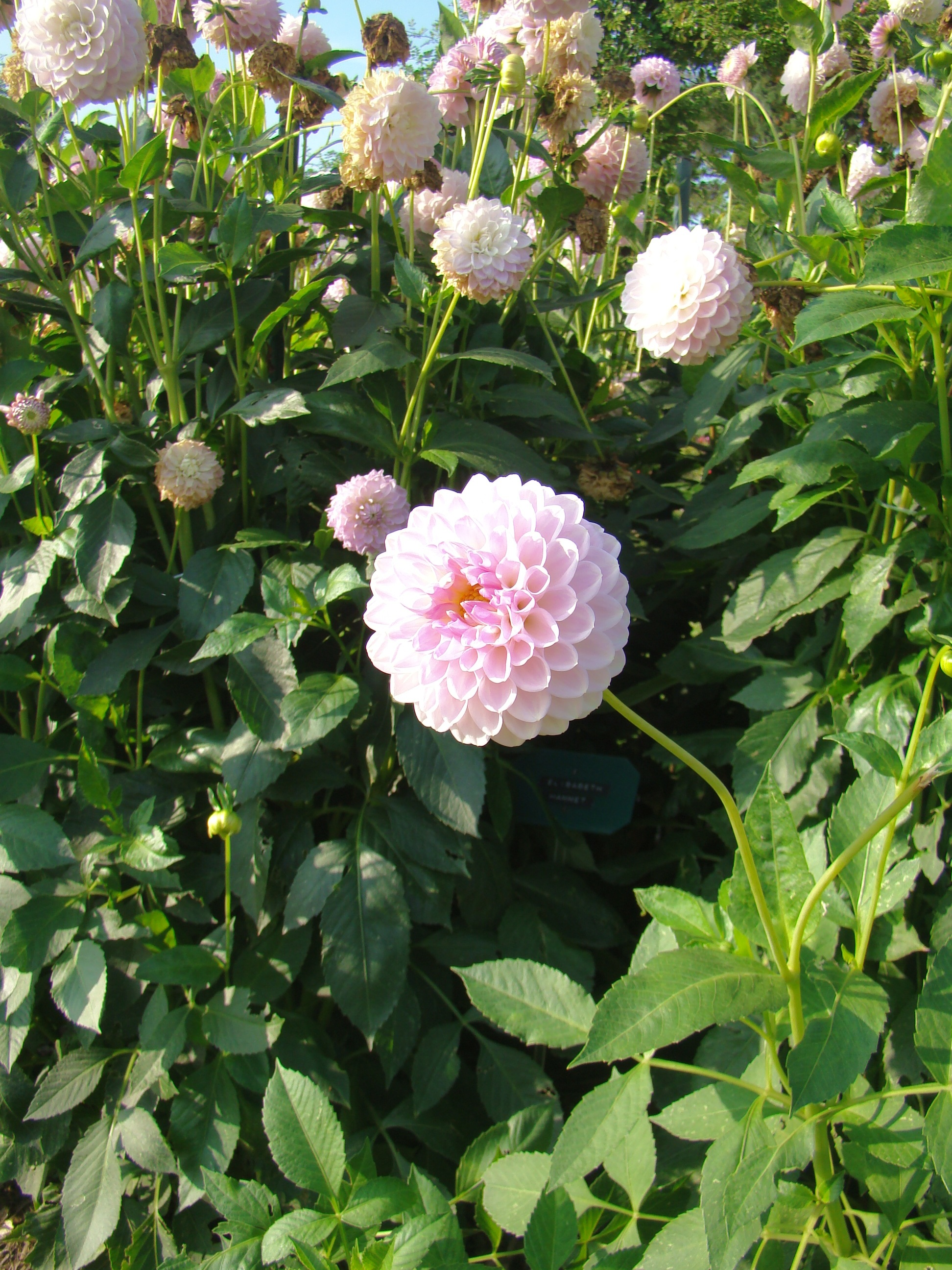
Dahlia 'Elisabeth Hammet'.
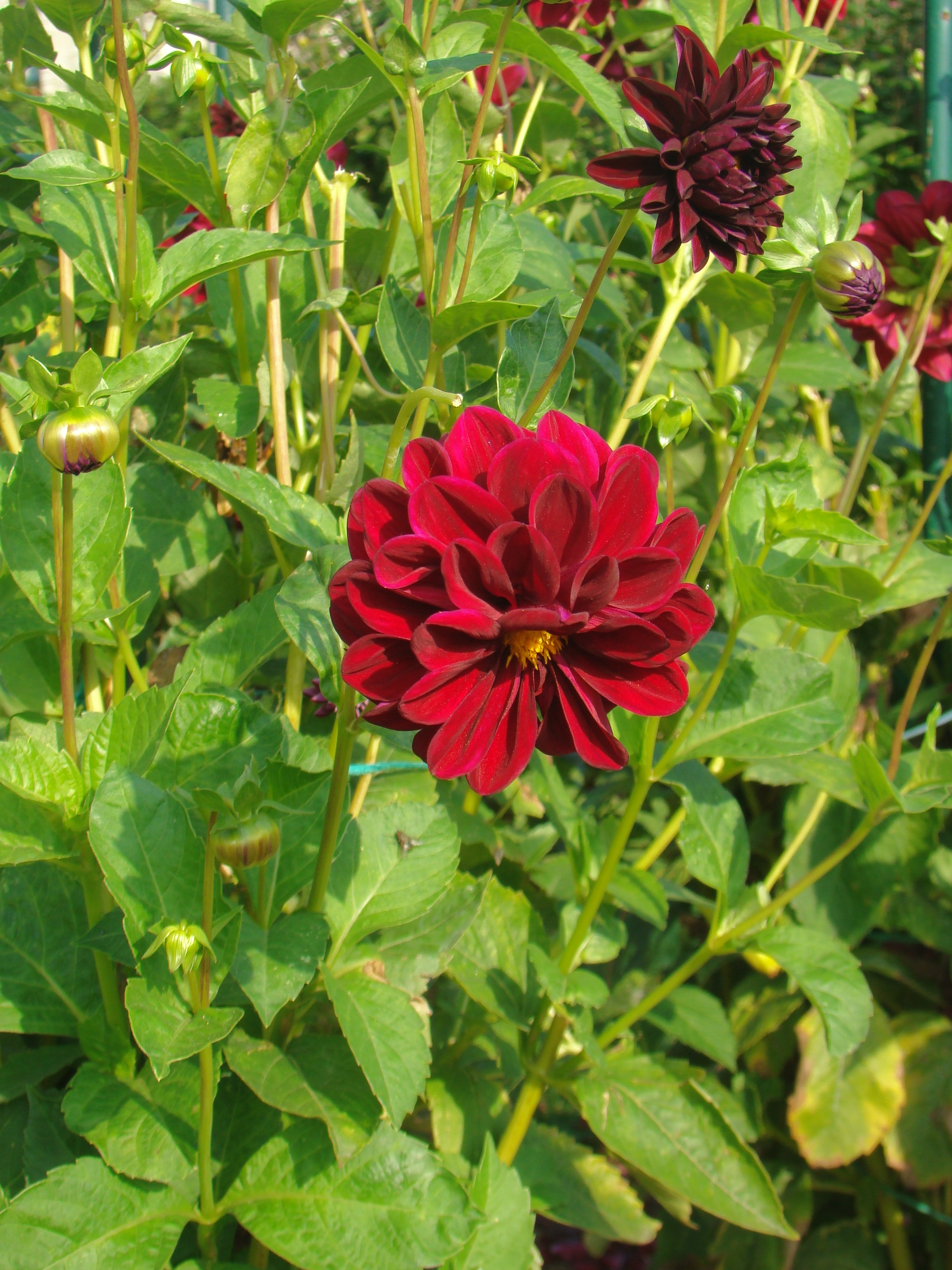
Dahlia 'Antigua'.
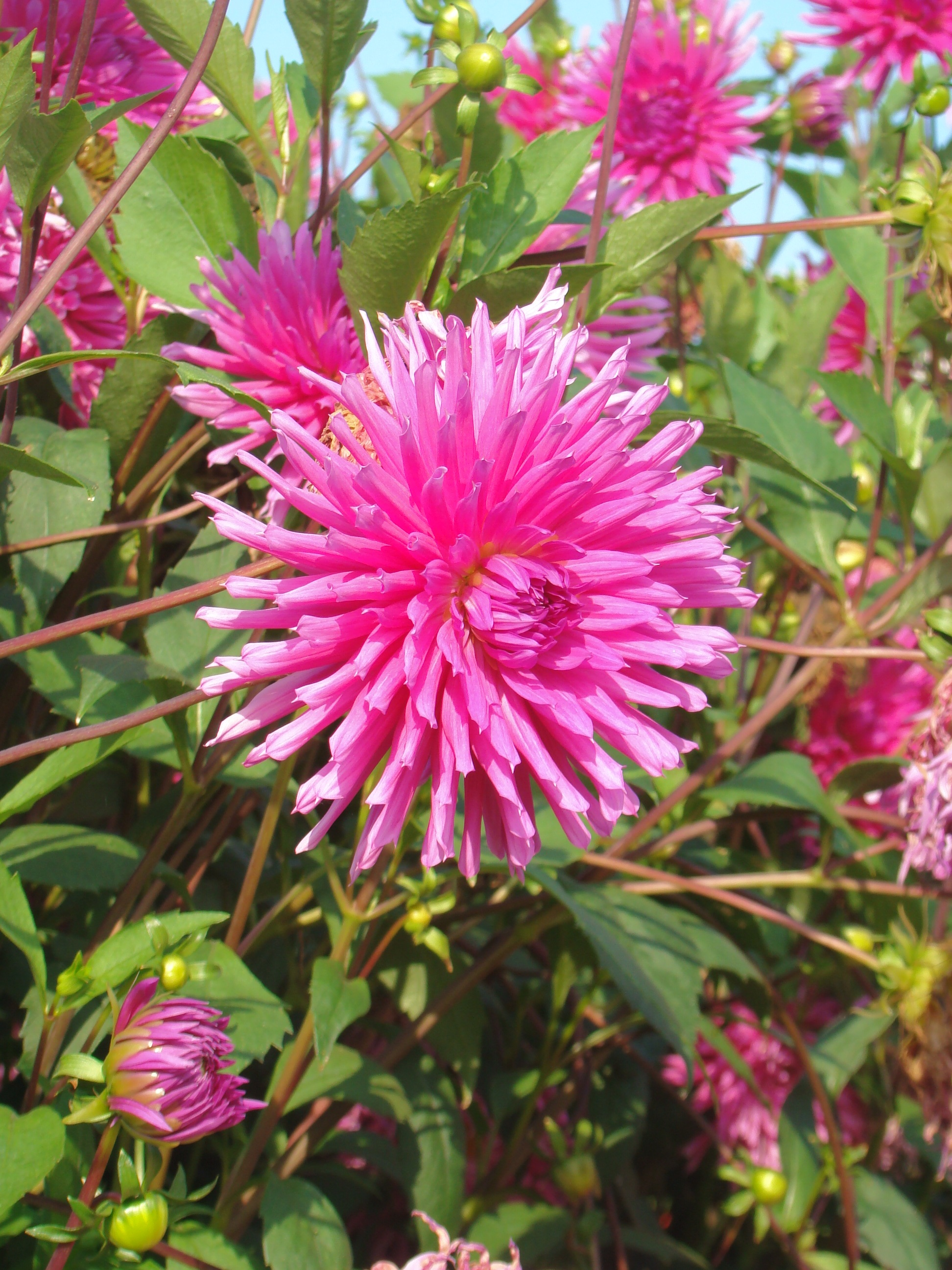
Dahlia 'Purple Gem'.
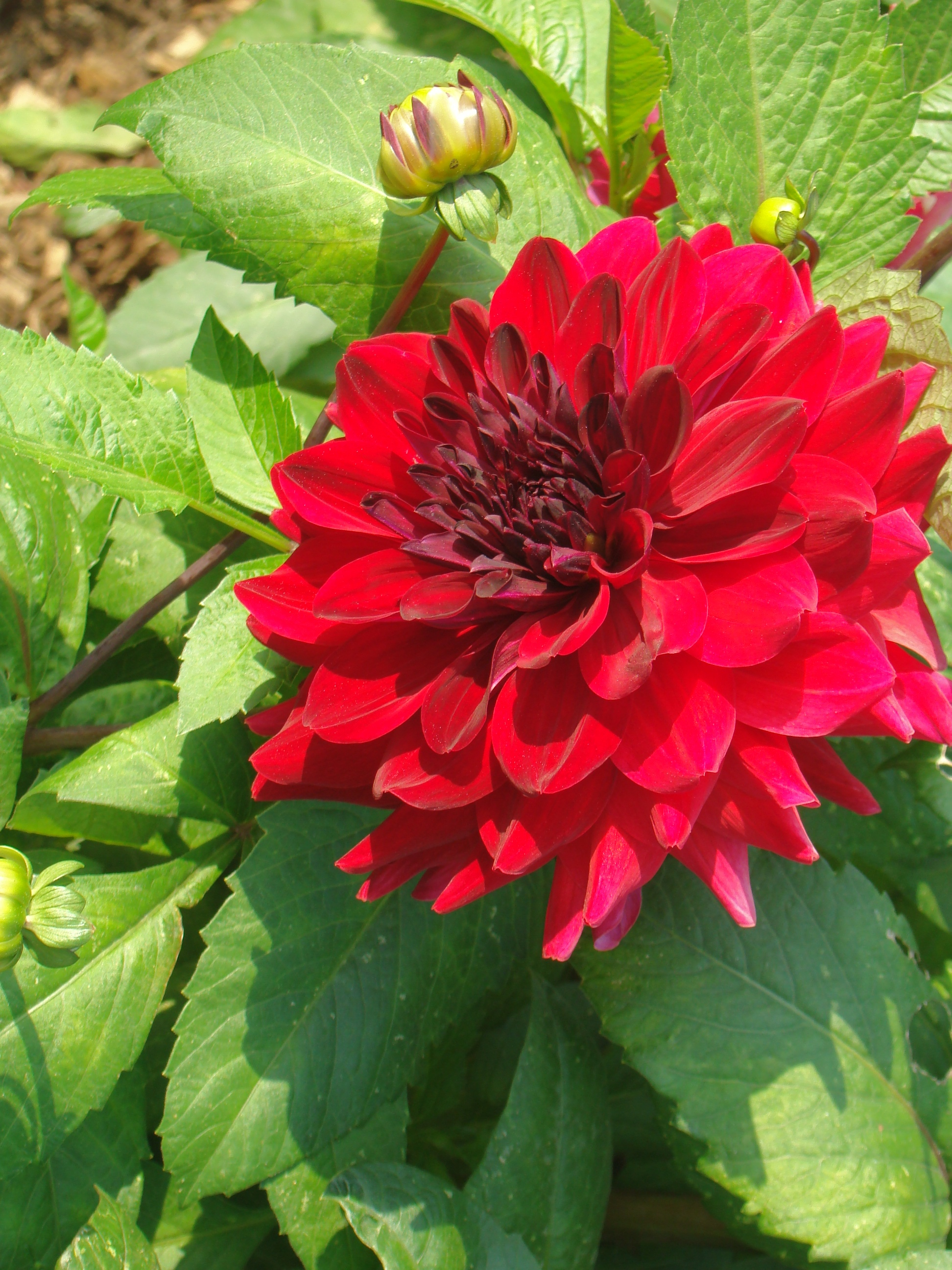
Dahlia 'Todra'.
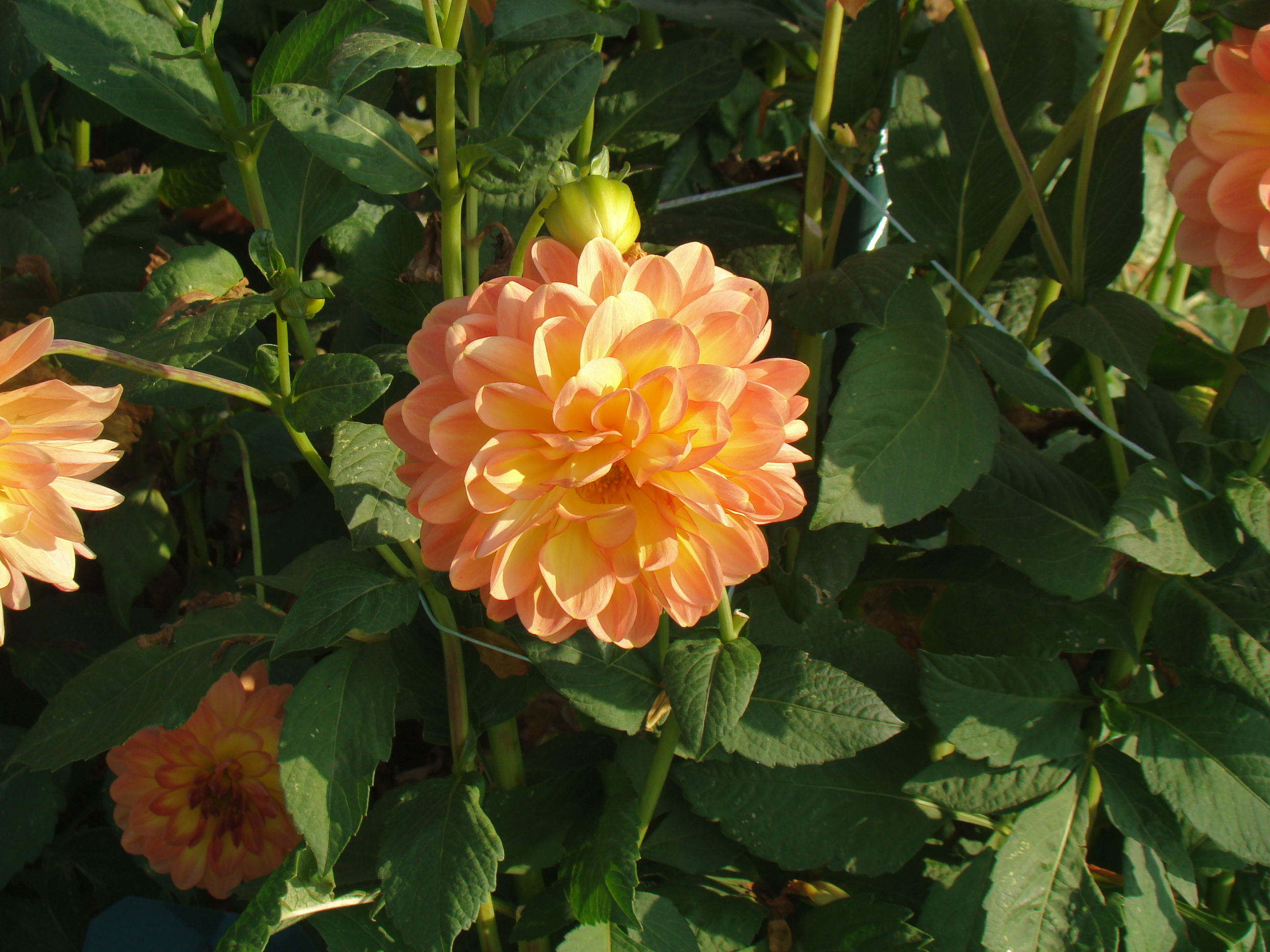
Dahlia 'Key West'.

Entre la rosaleda, el jardín botánico y el "jardin à la française", un espacio de 300 m² que está aislado del público a través de las cercas. Este es el lugar para experimentar el programa de investigación Ecorurb, cuyo objetivo es comprender los efectos de la urbanización sobre la biodiversidad. La trama de la malla debe ayudar principalmente a entender el proceso de recolonización de las especies pioneras de plantas en un terreno virgen, con o sin adición de semillas. Para ello, el campo ha sido esterilizado y aislado del resto del parque.
La rosaleda está llena de muchas variedades de rosas de pie, medio-estándar, de escalada o arbustos. Gran parte de los rosales trepadores no solo se presentan en la pared norte que separa el jardín de la calle de Palestina, sino también en cenadores y pérgolas. En el "Carré des nouveautés", hay una exposición de rosas que fueron creadas durante los últimos diez años alrededor de la estatua 'La Pensée' (El Pensamiento), que es una copia de otra presente en el Louvre y Versalles. Incluye la variedad 'rose de Rennes' creada por Michel Adam, ganador del "prix de la Rose 1995" otorgado por la AJJH. La rosaleda  conmemora el bicentenario de la Revolución por la plantación de un rosal llamado 'Révolution française'.
El lado de la pared a lo largo de la calle de Palestina es una observación que la adaptación de las rosas creadas allí bajo cinco condiciones climáticas y de suelo en prueba durante dos a tres años por la Société nationale d'horticulture de France para concurrir al "Grand Prix de la rose SNHF".
Un "Carré des roses anciennes" (cuadro de rosas antiguas) abrió sus puertas en 1990 al sur del jardín botánico para descubrir las variedades tempranas rosales « té» y sus híbridos. Desde el paso japonés se accede a la estatua Jeune savoyard pleurant sa marmotte, una obra realizada  en 1835 por Julien Gourdel.
Algunas de las variedades de rosas en el "Parc du Thabor".

Rosas
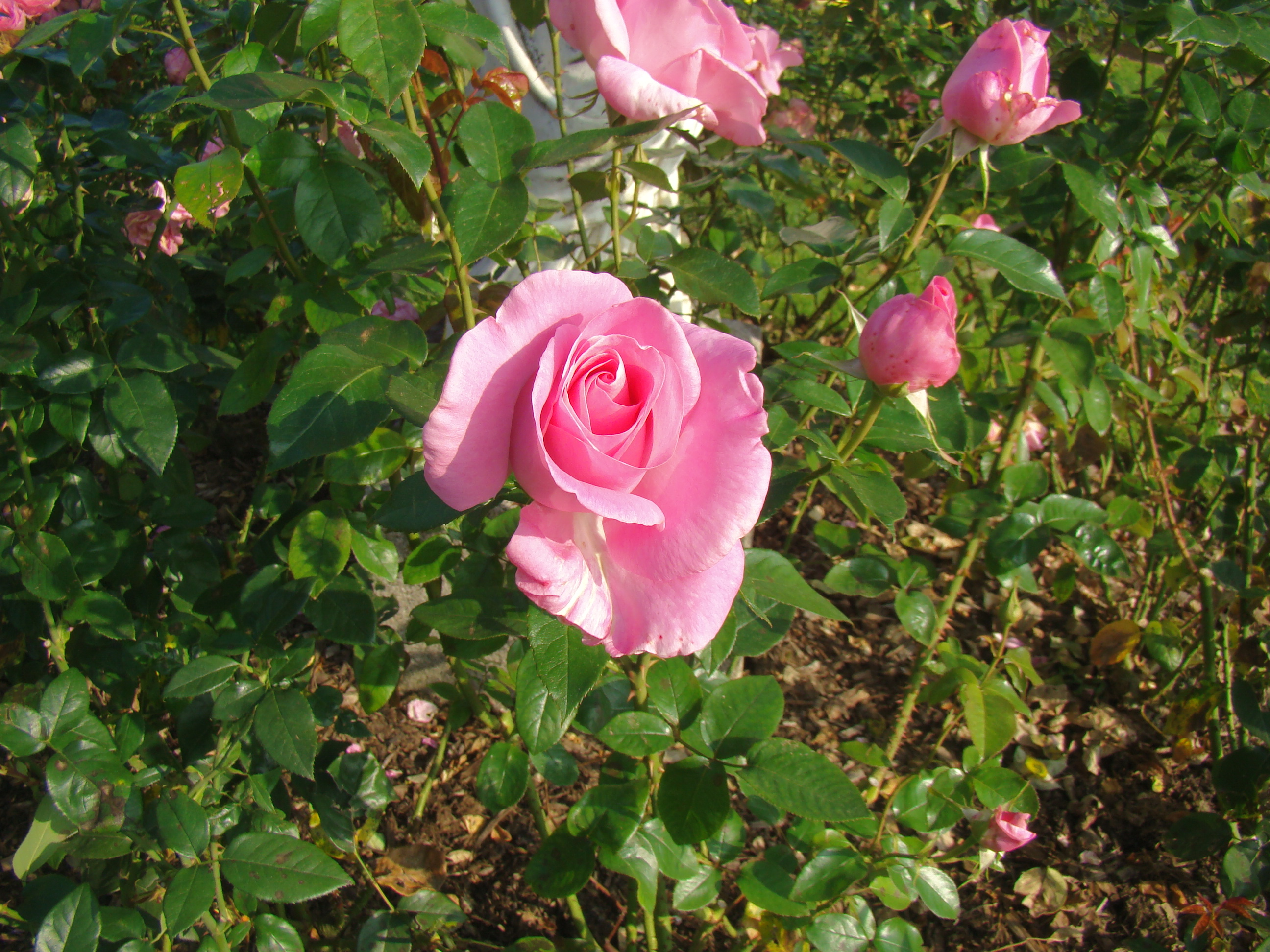
'Rose de Rennes' ADAM Liffré I&IV 1992.
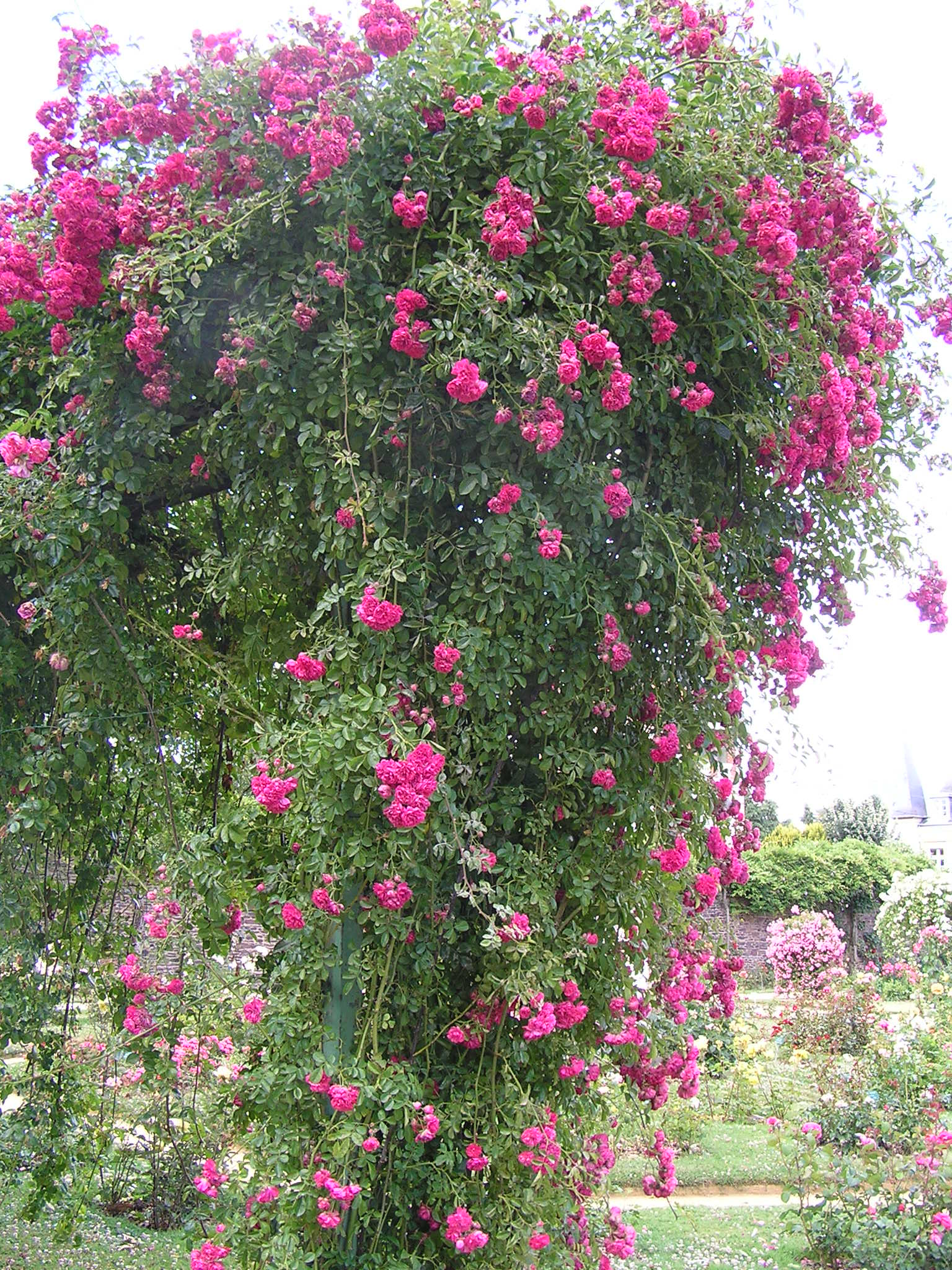
Rosa arbustiva.
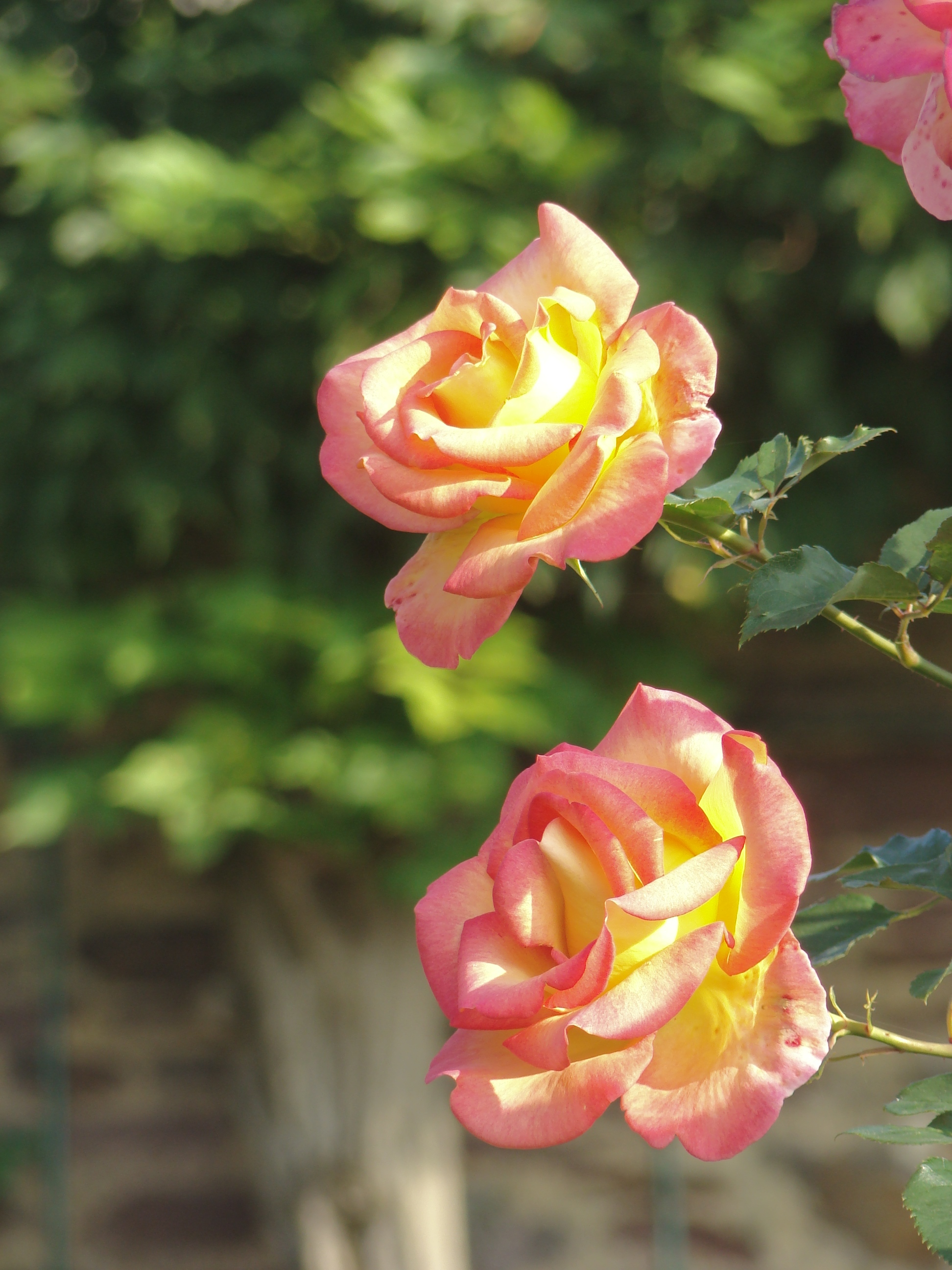
Rosa 'Jean Piat' ADAM 1993.
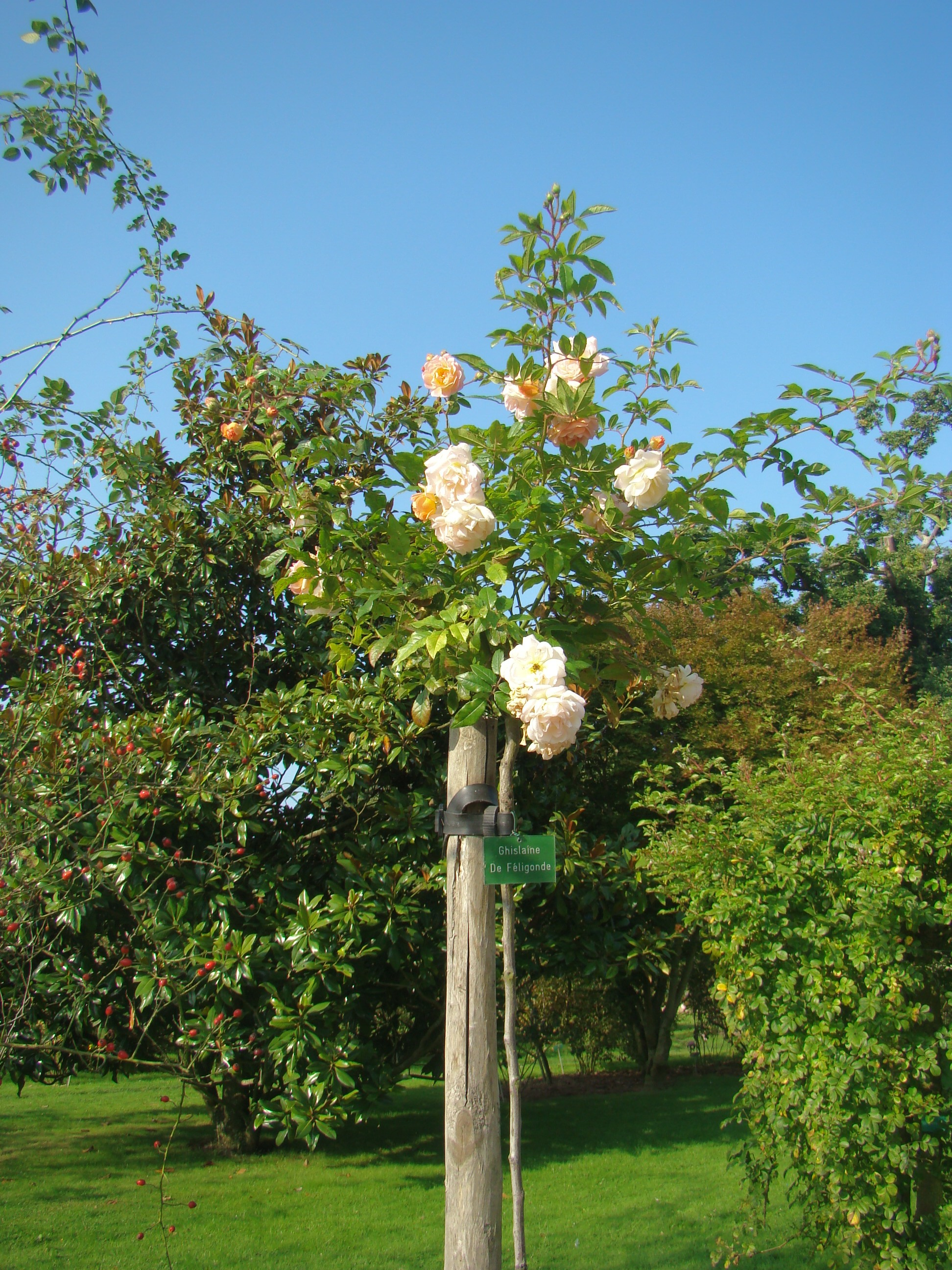
Rosa 'Ghislaine de Féligonde'.
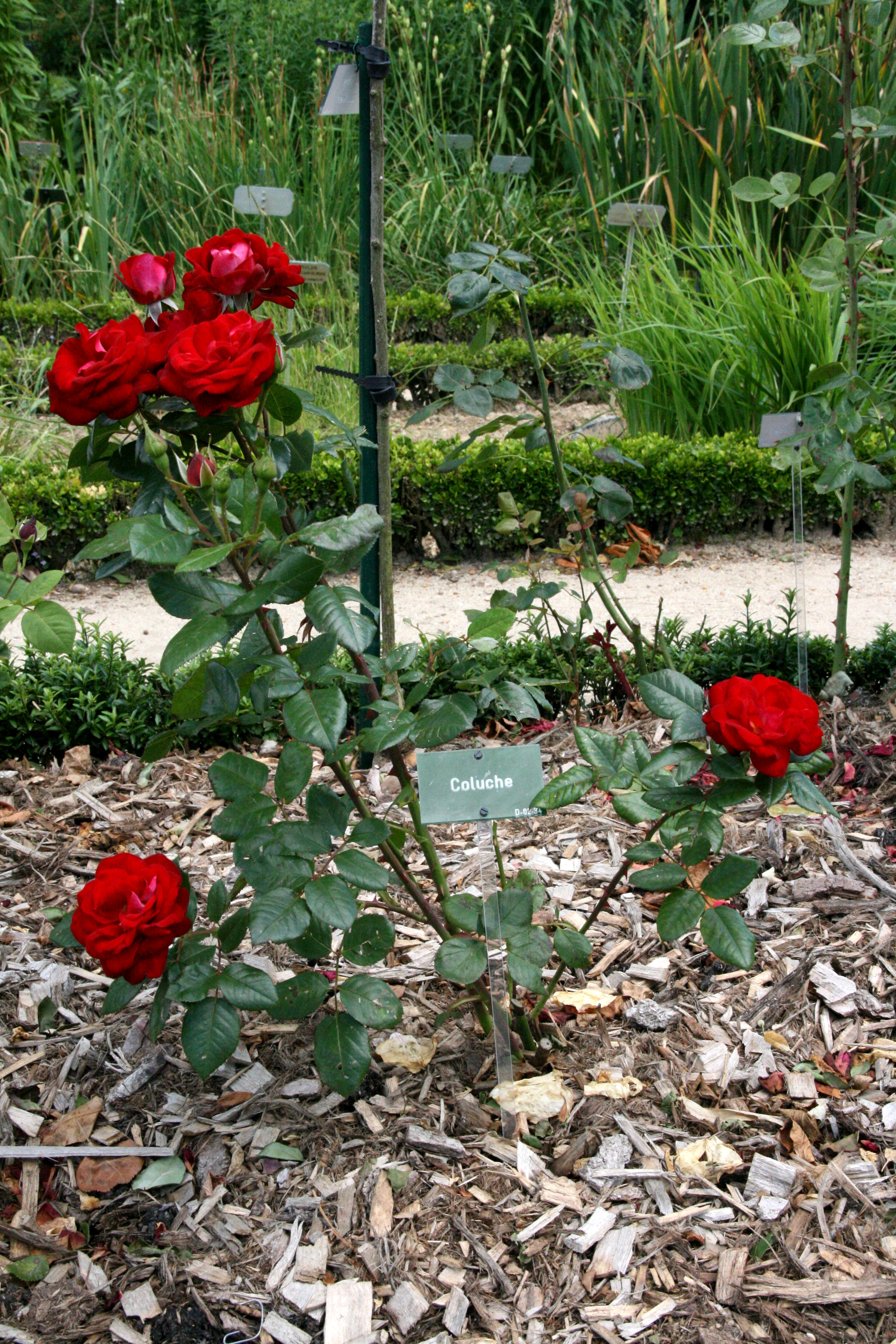
Rosa 'Coluche'.
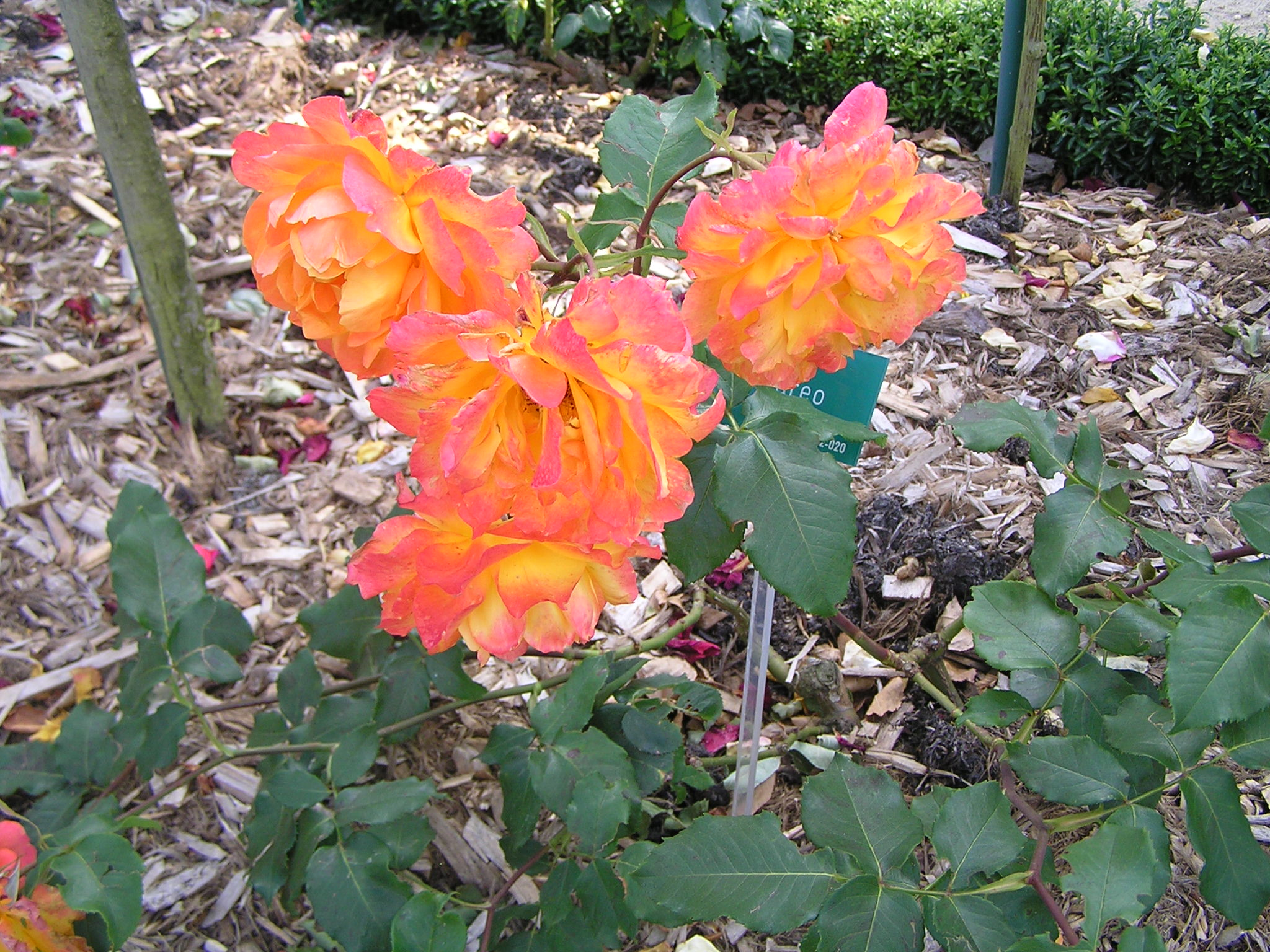
Rosa 'Pareo'.